# Parwa liga 2017/18
Die Parwa liga 2017/18 war die 94. Spielzeit der höchsten bulgarischen Fußballspielklasse und die zweite unter dem reformierten Modus der Parwa liga (dt. Erste Liga). Die Saison begann am 14. Juli 2017 und endete am 24. Mai 2018.

## Mannschaften
| Team                   | Stadt          | Heimstadion               | Kapazität |
| ---------------------- | -------------- | ------------------------- | --------- |
| Beroe Stara Sagora     | Stara Sagora   | Beroe-Stadion             | 13.500    |
| Botew Plowdiw          | Plowdiw        | Christo-Botew-Stadion     | 22.000    |
| FC Dunaw Russe         | Russe          | Städtisches Stadion       | 19.960    |
| Etar Weliko Tarnowo    | Weliko Tarnowo | Iwajlo-Stadion            | 25.000    |
| Lewski Sofia           | Sofia          | Georgi-Asparuchow-Stadion | 29.200    |
| Lokomotive Plowdiw     | Plowdiw        | Lokomotiv-Stadion         | 10.800    |
| Ludogorez Rasgrad      | Rasgrad        | Arena Ludogorez           | 08.808    |
| Pirin Blagoewgrad      | Blagoewgrad    | Christo-Botew-Stadion     | 11.000    |
| Septemwri Sofia        | Sofia          | DIT-Stadion               | 01.700    |
| Slawia Sofia           | Sofia          | Owtscha-Kupel-Stadion     | 25.556    |
| Tscherno More Warna    | Warna          | Titscha-Stadion           | 12.000    |
| FC Wereja Stara Sagora | Stara Sagora   | Trace Arena               | 01.714    |
| Witoscha Bistriza      | Bistriza       | Bistriza-Stadion          | 02.000    |
| ZSKA Sofia             | Sofia          | Balgarska-Armija-Stadion  | 22.015    |

## Reguläre Saison
Die 14 Vereine spielten zunächst in einer Doppelrunde die reguläre Saison aus. Diese Tabelle diente als Grundlage für die Qualifikation zu verschiedenen Platzierungsrunden. Die sechs bestplatzierten Vereine erreichten die Meisterschaftsrunde, die Teams auf den Plätzen sieben bis vierzehn spielten in der Abstiegsrunde um einen möglichen internationalen Startplatz und ermittelten die Mannschaften, die an der Relegation teilnahmen.

### Tabelle
| Pl. | Verein                  | Sp. | S  | U | N  | Tore    | Diff. | Punkte |
| --- | ----------------------- | --- | -- | - | -- | ------- | ----- | ------ |
| 1.  | Ludogorez Rasgrad (M)   | 26  | 21 | 3 | 2  | 063:130 | +50   | 66     |
| 2.  | ZSKA Sofia              | 26  | 19 | 6 | 1  | 059:140 | +45   | 63     |
| 3.  | Lewski Sofia            | 26  | 14 | 8 | 4  | 037:140 | +23   | 50     |
| 4.  | Beroe Stara Sagora      | 26  | 12 | 9 | 5  | 033:240 | +9    | 45     |
| 5.  | Botew Plowdiw (P)       | 26  | 11 | 9 | 6  | 044:290 | +15   | 42     |
| 6.  | FC Wereja Stara Sagora  | 26  | 10 | 5 | 11 | 024:340 | −10   | 35     |
| 7.  | Slawia Sofia            | 26  | 8  | 8 | 10 | 034:370 | −3    | 32     |
| 8.  | Septemwri Sofia (N)     | 26  | 9  | 4 | 13 | 025:420 | −17   | 31     |
| 9.  | Lokomotive Plowdiw      | 26  | 8  | 7 | 11 | 022:370 | −15   | 31     |
| 10. | Tscherno More Warna     | 26  | 7  | 6 | 13 | 024:320 | −8    | 27     |
| 11. | Pirin Blagoewgrad       | 26  | 6  | 8 | 12 | 020:280 | −8    | 26     |
| 12. | Dunaw Russe             | 26  | 5  | 6 | 15 | 017:380 | −21   | 21     |
| 13. | Etar Weliko Tarnowo (N) | 26  | 4  | 9 | 13 | 024:450 | −21   | 21     |
| 14. | Witoscha Bistriza (N)   | 26  | 0  | 8 | 18 | 012:510 | −39   | 08     |

Platzierungskriterien: 1. Punkte – 2. Direkter Vergleich (Punkte, Tordifferenz, geschossene Tore) – 3. Tordifferenz – 4. geschossene Tore

| (M) | amtierender bulgarischer Meister      |
| (P) | amtierender bulgarischer Pokalsieger  |
| (N) | Aufsteiger aus der Wtora liga 2016/17 |

### Kreuztabelle
Die Kreuztabelle stellt die Ergebnisse aller Spiele dieser Saison dar. Die Heimmannschaft ist in der linken Spalte, die Gastmannschaft in der oberen Zeile aufgelistet.
| 2017/18                | Beroe Stara Sagora | Botew Plowdiw | Dunaw Russe | Etar Weliko Tarnowo | Lewski Sofia | Lokomotive Plowdiw | Ludogorez Rasgrad | Pirin Blagoewgrad | Septemwri Sofia | Slawia Sofia | Tscherno More Warna | Wereja Stara Sagora | Witoscha Bistriza | ZSKA Sofia |
| ---------------------- | ------------------ | ------------- | ----------- | ------------------- | ------------ | ------------------ | ----------------- | ----------------- | --------------- | ------------ | ------------------- | ------------------- | ----------------- | ---------- |
| Beroe Stara Sagora     |                    | 1:1           | 1:1         | 2:1                 | 0:0          | 1:2                | 0:1               | 1:1               | 5:1             | 2:0          | 2:0                 | 0:0                 | 0:0               | 0:3        |
| Botew Plowdiw          | 1:1                |               | 3:0         | 3:0                 | 2:1          | 3:0                | 1:3               | 0:1               | 5:0             | 1:1          | 1:2                 | 1:0                 | 3:0               | 2:6        |
| Dunaw Russe            | 1:1                | 0:0           |             | 0:0                 | 0:4          | 2:2                | 0:5               | 0:0               | 0:1             | 0:1          | 0:1                 | 2:0                 | 3:0               | 0:2        |
| Etar Weliko Tarnowo    | 1:2                | 1:1           | 0:2         |                     | 0:1          | 1:2                | 0:6               | 2:1               | 3:3             | 2:1          | 1:1                 | 0:1                 | 2:0               | 2:2        |
| Lewski Sofia           | 0:0                | 1:0           | 2:0         | 1:1                 |              | 1:0                | 0:0               | 3:0               | 2:0             | 4:0          | 1:0                 | 1:0                 | 2:0               | 2:2        |
| Lokomotive Plowdiw     | 0:2                | 0:0           | 2:1         | 2:0                 | 0:0          |                    | 0:3               | 1:0               | 1:0             | 1:2          | 0:3                 | 1:1                 | 3:1               | 0:1        |
| Ludogorez Rasgrad      | 2:0                | 2:1           | 2:0         | 4:0                 | 2:0          | 0:0                |                   | 1:1               | 1:0             | 4:1          | 3:1                 | 3:1                 | 3:0               | 1:2        |
| Pirin Blagoewgrad      | 0:1                | 1:2           | 1:0         | 3:2                 | 0:3          | 5:0                | 0:2               |                   | 0:1             | 0:0          | 1:1                 | 1:2                 | 1:0               | 1:2        |
| Septemwri Sofia        | 0:1                | 1:1           | 0:2         | 1:1                 | 1:4          | 3:1                | 1:4               | 1:0               |                 | 0:2          | 2:1                 | 2:0                 | 1:0               | 0:1        |
| Slawia Sofia           | 1:4                | 2:3           | 3:0         | 1:2                 | 1:1          | 1:1                | 0:4               | 3:1               | 4:1             |              | 2:0                 | 0:1                 | 4:0               | 1:1        |
| Tscherno More Warna    | 1:4                | 0:0           | 1:0         | 0:0                 | 2:3          | 0:1                | 0:1               | 0:1               | 1:4             | 1:1          |                     | 1:2                 | 1:0               | 0:1        |
| FC Wereja Stara Sagora | 0:1                | 2:4           | 2:1         | 2:0                 | 2:0          | 0:1                | 2:1               | 0:0               | 0:1             | 1:1          | 0:4                 |                     | 1:1               | 0:5        |
| Witoscha Bistriza      | 0:1                | 2:4           | 1:2         | 1:1                 | 0:0          | 1:1                | 2:4               | 0:0               | 0:0             | 1:1          | 1:2                 | 0:3                 |                   | 0:2        |
| ZSKA Sofia             | 6:0                | 1:1           | 3:0         | 2:1                 | 1:0          | 4:1                | 0:1               | 0:0               | 2:0             | 1:0          | 0:0                 | 3:0                 | 6:1               |            |

## Meisterschaftsrunde
Die sechs bestplatzierten Vereine der regulären Saison erreichten die Meisterschaftsrunde, in der es neben der Meisterschaft auch um die internationalen Plätze im Europapokal geht. Der Meister qualifizierte sich für die erste Qualifikationsrunde zur Champions League und der Vizemeister nimmt an den Europa-League-Playoffs teil. Der Drittplatzierte erreicht die 1. Qualifikationsrunden der Europa League.
Gespielt wurde eine weitere Doppelrunde zwischen den sechs Vereinen, wobei alle Ergebnisse aus der regulären Saison übertragen wurden.
| Pl. | Verein                 | Sp. | S  | U  | N  | Tore    | Diff. | Punkte |
| --- | ---------------------- | --- | -- | -- | -- | ------- | ----- | ------ |
| 1.  | Ludogorez Rasgrad (M)  | 36  | 27 | 7  | 2  | 091:220 | +69   | 88     |
| 2.  | ZSKA Sofia             | 36  | 24 | 9  | 3  | 080:260 | +54   | 81     |
| 3.  | Lewski Sofia           | 36  | 18 | 10 | 8  | 055:270 | +28   | 64     |
| 4.  | Beroe Stara Sagora     | 36  | 16 | 11 | 9  | 045:430 | +2    | 59     |
| 5.  | Botew Plowdiw (P)      | 36  | 15 | 11 | 10 | 062:490 | +13   | 56     |
| 6.  | FC Wereja Stara Sagora | 36  | 10 | 6  | 20 | 027:610 | −34   | 36     |

| (M) | amtierender bulgarischer Meister     |
| (P) | amtierender bulgarischer Pokalsieger |

| 2018                   | Beroe Stara Sagora | Botew Plowdiw | Lewski Sofia | Ludogorez Rasgrad | Wereja Stara Sagora | ZSKA Sofia |
| ---------------------- | ------------------ | ------------- | ------------ | ----------------- | ------------------- | ---------- |
| Beroe Stara Sagora     |                    | 3:2           | 0:4          | 1:1               | 1:0                 | 1:1        |
| Botew Plowdiw          | 2:1                |               | 1:0          | 2:4               | 2:0                 | 2:1        |
| Lewski Sofia           | 1:2                | 3:2           |              | 0:1               | 2:0                 | 2:3        |
| Ludogorez Rasgrad      | 7:0                | 2:2           | 2:2          |                   | 5:0                 | 3:2        |
| FC Wereja Stara Sagora | 0:3                | 2:2           | 0:2          | 0:3               |                     | 0:2        |
| ZSKA Sofia             | 1:0                | 4:1           | 2:2          | 0:0               | 5:1                 |            |

## Abstiegsrunde
Die Teams auf den Plätzen 7 bis 14 der regulären Saison wurden nach dem Serpentinenverfahren auf zwei Play-off-Gruppen aufgeteilt. Die zwei besten Vereine jeder Gruppe qualifizierten sich für die Europa-League-Playoffs, während die zwei schlechtesten Vereine um ihren Verbleib in der Parwa Liga weiterspielten.
Gespielt wird eine weitere Doppelrunde zwischen den vier Vereinen von jeder Gruppe, wobei alle Ergebnisse aus der Vorrunde übertragen wurden.

### Gruppe A
| Pl. | Verein                | Sp. | S  | U  | N  | Tore    | Diff. | Punkte |
| --- | --------------------- | --- | -- | -- | -- | ------- | ----- | ------ |
| 1.  | Slawia Sofia          | 32  | 11 | 10 | 11 | 044:440 | ±0    | 43     |
| 2.  | Tscherno More Warna   | 32  | 11 | 7  | 14 | 033:350 | −2    | 40     |
| 3.  | Pirin Blagoewgrad     | 32  | 7  | 9  | 16 | 029:420 | −13   | 30     |
| 4.  | Witoscha Bistriza (N) | 32  | 1  | 10 | 21 | 017:600 | −43   | 13     |

| (N) | Aufsteiger aus Wtora liga 2016/17 |

| 2018                | Pirin Blagoewgrad | Slawia Sofia | Tscherno More Warna | Witoscha Bistriza |
| ------------------- | ----------------- | ------------ | ------------------- | ----------------- |
| Pirin Blagoewgrad   |                   | 2:5          | 0:2                 | 2:2               |
| Slawia Sofia        | 2:1               |              | 1:1                 | 0:0               |
| Tscherno More Warna | 2:1               | 2:0          |                     | 2:0               |
| Witoscha Bistriza   | 1:3               | 1:2          | 1:0                 |                   |

### Gruppe B
| Pl. | Verein                  | Sp. | S  | U  | N  | Tore    | Diff. | Punkte |
| --- | ----------------------- | --- | -- | -- | -- | ------- | ----- | ------ |
| 1.  | Septemwri Sofia (N)     | 32  | 12 | 5  | 15 | 032:480 | −16   | 41     |
| 2.  | Lokomotive Plowdiw      | 32  | 9  | 10 | 13 | 026:430 | −17   | 37     |
| 3.  | Dunaw Russe             | 32  | 8  | 7  | 17 | 024:440 | −20   | 31     |
| 4.  | Etar Weliko Tarnowo (N) | 32  | 6  | 10 | 16 | 031:520 | −21   | 28     |

| (N) | Aufsteiger aus Wtora liga 2016/17 |

| 2018                | Dunaw Russe | Etar Weliko Tarnowo | Lokomotive Plowdiw | Septemwri Sofia |
| ------------------- | ----------- | ------------------- | ------------------ | --------------- |
| Dunaw Russe         |             | 1:0                 | 1:0                | 0:2             |
| Etar Weliko Tarnowo | 2:1         |                     | 1:1                | 4:2             |
| Lokomotive Plowdiw  | 2:2         | 1:0                 |                    | 0:2             |
| Septemwri Sofia     | 0:2         | 1:0                 | 0:0                |                 |

## Qualifikationsspiele

### UEFA Europa League
Die beiden bestplatzierten Vereine jeder Gruppe des Play-offs sowie der Drittplatzierte der Meisterschaftsrunde spielten in drei Runden jeweils mit Hin- und Rückspiel einen weiteren Startplatz zur UEFA Europa League aus. Die vier Mannschaften aus den Play-offs ermittelten in den ersten beiden Runden den Klub, der in der 3. Runde gegen den Drittplatzierten aus der Meisterschaftsrunde antritt. Der Sieger aus diesem Spiel startet dann in der 1. Qualifikationsrunde der UEFA Europa League 2018/19.
Runde 1
| Datum               |                     | Gesamt |                 | Hinspiel | Rückspiel |
| ------------------- | ------------------- | ------ | --------------- | -------- | --------- |
| 4. und 13. Mai 2018 | Lokomotive Plowdiw  | 6:1    | Slawia Sofia    | 3:1      | 3:0       |
| 5. und 11. Mai 2018 | Tscherno More Warna | 4:2    | Septemwri Sofia | 2:1      | 2:1       |

Runde 2
| Datum                |                     | Gesamt |                    | Hinspiel | Rückspiel |
| -------------------- | ------------------- | ------ | ------------------ | -------- | --------- |
| 16. und 19. Mai 2018 | Tscherno More Warna | 4:3    | Lokomotive Plowdiw | 2:1      | 2:2 n. V. |

Runde 3
| Datum        |              | Ergebnis |                     | Stadion                           |
| ------------ | ------------ | -------- | ------------------- | --------------------------------- |
| 24. Mai 2018 | Lewski Sofia | 4:1      | Tscherno More Warna | Sofia (Georgi-Asparuchow-Stadion) |

### Relegation
Die beiden schlechtstplatzierten Vereine der Parwa liga, sowie der Zweit- und Drittplatzierten der Wtora liga spielten in der Relegation über drei Runden. Zunächst traten in der ersten Runde die jeweils beiden letzten Mannschaften über Kreuz in zwei Spielen an.
In der zweiten Runde trafen die beiden Sieger, sowie die beiden Verlierer aufeinander. Der Gewinner der Siegerrunde belegte den 11. Platz und spielt auch in der folgenden Saison in der Parwa liga. Der Unterlegene der Verliererrunde belegte den 14. Platz und stieg ab.
Die beiden anderen Klubs spielten in der dritten Runde gegen den Zweiten bzw. Dritten der Wtora liga. Die beiden Sieger qualifizierten sich für die Parwa liga, während die Verlierer in der Wtora liga spielen.
Runde 1
Die beiden Gruppendritten und -vierten der Relegationsrunde spielten über Kreuz gegeneinander.
| Datum               |                     | Gesamt |                   | Hinspiel | Rückspiel |
| ------------------- | ------------------- | ------ | ----------------- | -------- | --------- |
| 6. und 14. Mai 2018 | Witoscha Bistriza   | 1:4    | Dunaw Russe       | 0:1      | 1:3       |
| 7. und 14. Mai 2018 | Etar Weliko Tarnowo | 3:1    | Pirin Blagoewgrad | 2:1      | 1:0       |

Runde 2
Die beiden Sieger der Runde 1 spielten um Platz 11 und 12, die beiden Verlierer um Platz 13 und 14.
| Datum                |                     | Gesamt    |                   | Hinspiel | Rückspiel |
| -------------------- | ------------------- | --------- | ----------------- | -------- | --------- |
| 17. und 21. Mai 2018 | Etar Weliko Tarnowo | 4:1       | Dunaw Russe       | 2:0      | 2:1       |
| 17. und 21. Mai 2018 | Witoscha Bistriza   | (a)2:2(a) | Pirin Blagoewgrad | 0:1      | 2:1       |

Etar blieb in der Parwa liga, Pirin stieg ab.
Runde 3
Dunaw als Zwölfter trat gegen den Dritten der Wtora liga an, Witoscha als 13. gegen den Zweiten der Wtora liga.
| Datum        |                   | Ergebnis              |                       |
| ------------ | ----------------- | --------------------- | --------------------- |
| 24. Mai 2018 | Dunaw Russe       | 2:1                   | FC Tsarsko Selo Sofia |
| 25. Mai 2018 | Witoscha Bistriza | 2:2 n. V. (4:2 i. E.) | Lokomotive Sofia      |

## Torschützenliste
| Pl. | Spieler          | Mannschaft          | Tore |
| --- | ---------------- | ------------------- | ---- |
| 01. | Claudiu Keșerü   | Ludogorez Rasgrad   | 26   |
| 02. | Fernando Karanga | ZSKA Sofia          | 24   |
| 03. | Pedro Eugénio    | Beroe Stara Sagora  | 16   |
| 04. | Steven Petkow    | Botew Plowdiw       | 15   |
| 05. | Martin Kamburow  | Beroe Stara Sagora  | 14   |
| 06. | Virgil Misidjan  | Ludogorez Rasgrad   | 12   |
| 07. | Iwajlo Dimitrow  | Slawia Sofia        | 11   |
| 07. | Martin Toschew   | Septemwri Sofia     | 11   |
| 09. | Alioune Badará   | Etar Weliko Tarnowo | 10   |
| 09. | João Paulo       | Botew Plowdiw 1     | 10   |